# Patró observador

Diagrama UML del Patró Observador

El patró observador (observer, en anglès, i de vegades conegut com a publica/subscriu) és un patró de disseny utilitzat en programació d'ordinadors per a observar l'estat d'un objecte en un programa. Està relacionat amb el principi d'invocació implícita.
Aquest patró es fa servir principalment per a implementar sistemes de tractament d'esdeveniments distribuïts. En alguns llenguatges de programació, els problemes tractats per aquest patró, són tractats a la sintaxi de tractament d'esdeveniments nativa. Aquesta és una funcionalitat molt interessant en termes de desenvolupament d'aplicacions en temps real.

## Sumari
L'essència d'aquest patró és que un o més objectes (anomenats observadors o escoltadors) són registrats (o es registren ells mateixos) per a observar un esdeveniment que pot ser llençat per l'objecte observat (el subjecte). L'objecte que pot llençar un esdeveniments generalment manté una col·lecció d'observadors.

## Classes participants
Els participants del patró es mostren a continuació. Les funcions dels membres es llisten amb punts.

### Subjecte
Aquesta classe abstracta proporciona una interfície per a afegir i treure observadors. La classe subject també manté una llista privada d'observadors. Conté aquestes funcions (mètodes):
- Afegir - Afegeix un nou observador a la llista d'observadors que observen el subjecte.
- Treure - Eliminar un observador existent de la llista d'observadors que observen el subjecte.
- Notificar - Notifica a cada observador cridant a la funció notify() a l'observador, quan ocorre un canvi.

### SubjecteConcret
Aquesta classe proporciona l'estat d'interès als observadors. També envia una notificació a tots els observadors, cridant a la funció Notify a la seva superclasse (p. ex., a la classe Subjecte). Conté aquesta funció:
- ObtéEstat - Retorna l'estat del subjecte.

### Observador
Aquesta classe defineix una interfície d'actualització per a tots els observadors, per a rebre notificacions d'actualització des del subjecte. La classe observador és utilitzada com a classe abstracta per a implementar observadors concrets. Conté aquesta funció:
- Notificar - Una funció abstracta, perquè sigui sobrecarregada per observadors concrets.

### ObservadorConcret
Aquesta classe manté una referència amb l'ObjecteConcret, per a rebre l'estat del subjecte quan es rep una notificació. Conté aquesta funció:
- Notificar - Aquesta és la funció sobrecarregada a la classe concreta. Quan aquesta funció és cridada pel subjecte, l'ObservadorConcret crida a la funció ObtéEstat del subjecte per a obtenir la informació que té sobre l'estat de l'objecte.

Quan l'esdeveniment és llançat cada observador rep una segona crida. Aquesta pot ser o bé una funció virtual de la classe observador (anomenada notify() al diagrama) o bé un punter a una funció (més generalment, un objecte funció o "functor") passat com a argument al mètode d'enregistrament d'escoltadors. A la funció de notificació també se li poden passar alguns paràmetres (generalment, informació sobre l'esdeveniment que ha ocorregut) que poden ser utilitzats per l'observador.
Cada observador concret implementa la funció de notificació i com a conseqüència, defineix el seu propi comportament quan la notificació arriba.

## Usos típics
Els usos típics del patró observador:
- Escolta d'un esdeveniment extern (com ara una acció d'usuari). Veure programació orientada a esdeveniments.
- Escolta de canvis en el valor d'una propietat d'objecte.
- En una llista de correu, on cada cop que ocorre un esdeveniment (un nou producte, una reunió, etc.) s'envia un missatge a la gent subscrita a la llista.

El patró observador també és associat molt sovint amb el paradigma model-vista-controlador (MVC). A MVC, el patró observador es fa servir per a crear una mena d'unió entre el model i la vista. Típicament, una modificació en el model llença la notificació dels observadors del model, que són, realment, les vistes.
Un exemple es Java Swing, en què s'espera que el model notifiqui els canvis a les vistes mitjançant la infraestructura PropertyChangeNotification. Les classes del model són Java beans que es comporten com el subjecte, descrit abans. Les classes de la vista estan associades amb algun element visible de la GUI i es comporten com els observadors, descrits abans. A mesura que l'aplicació s'executa, es produeixen canvis en el model. L'usuari veu aquests canvis perquè les vistes són actualitzades en consonància.

## Codis d'exemple

### Java
Aquí hi ha un exemple que agafa una entrada de teclat i
tracta cada línia de l'entrada com un event. Aquest exemple usa les classes de les llibreries java.util.Observer i java.util.Observable. Quan una cadena de caràcters és subministrada a través d'un System.in, el mètode notifyObserver és cridat, que dona ordres d'avisar a tots els observadors(observers) si passa l'esdeveniment, així és com invoca els mètodes 'update' - o en el nostre exemple, ResponseHandler.update(...).
El fitxer myapp.java conté un mètode main() que hauria de ser usat per executar el codi.
```
/* Nom del fitxer : EventSource.java */

package
 
obs
;

import
 
java.util.Observable
;
 
//Observable és aquí

import
 
java.io.BufferedReader
;

import
 
java.io.IOException
;

import
 
java.io.InputStreamReader
;

public
 
class
 
EventSource
 
extends
 
Observable
 
implements
 
Runnable
 

{

 
public
 
void
 
run
()

 
{

 
try

 
{
 

 
final
 
InputStreamReader
 
isr
 
=
 
new
 
InputStreamReader
(
System
.
in
);

 
final
 
BufferedReader
 
br
 
=
 
new
 
BufferedReader
(
isr
);

 
while
(
true
)

 
{

 
final
 
String
 
response
 
=
 
br
.
readLine
();

 
setChanged
();

 
notifyObservers
(
response
);

 
}

 
}

 
catch
 
(
IOException
 
e
)

 
{

 
e
.
printStackTrace
();

 
}

 
}

}

```

```
/* Nom del fitxer: ResponseHandler.java */

package
 
obs
;

import
 
java.util.Observable
;

import
 
java.util.Observer
;
 
/* this is Event Handler */

public
 
class
 
ResponseHandler
 
implements
 
Observer

{

 
private
 
String
 
resp
;

 
public
 
void
 
update
 
(
Observable
 
obj
,
 
Object
 
arg
)

 
{

 
if
 
(
arg
 
instanceof
 
String
)

 
{

 
resp
 
=
 
(
String
)
 
arg
;

 
System
.
out
.
println
(
"\nResposta rebuda: "
+
 
resp
);

 
}

 
}

}

```

```
/* Nom del fitxer: myapp.java */

/* És el programa principal */

package
 
obs
;

public
 
class
 
MyApp

{

 
public
 
static
 
void
 
main
(
String
 
args
[]
)

 
{
 

 
System
.
out
.
println
(
"Entra text >"
);

 
// crea un codi d'esdeveniment - llegeix des de stdin

 
final
 
EventSource
 
evSrc
 
=
 
new
 
EventSource
();

 
// crea un observer

 
final
 
ResponseHandler
 
respHandler
 
=
 
new
 
ResponseHandler
();

 
// subscriu l'observer al codi d'esdeveniment

 
evSrc
.
addObserver
(
respHandler
);

 
// comença el thread d'esdeveniment

 
Thread
 
thread
 
=
 
new
 
Thread
(
evSrc
);

 
thread
.
start
();

 
}

}

```